# Mike Curb
Mike Curb (24 de dezembro de 1944, Savannah, Georgia) é o fundador da gravadora Curb Records e cantor dos EUA.